# Manuel Olivencia
Manuel Olivencia Ruiz (Ronda, Málaga, 25 de julio de 1929-Sevilla, 1 de enero de 2018) fue un abogado con una activa carrera como profesor, economista y diplomático. Fue catedrático de derecho mercantil en la Universidad de Sevilla y desde 1984 hasta 1991 fue el comisario general encargado de la organización de la «Expo» de Sevilla de 1992.

## Biografía
Olivencia nació en Ronda (Málaga) el 25 de julio de 1929 y se crio en Ceuta. El padre de Olivencia también era abogado, al igual que su hermano menor, el político ceutí Francisco Olivencia Ruiz (1934-2019). Se graduó  cum laude  de la  Universidad de Bolonia  en 1953.
Olivencia decidió desde joven ejercer la abogacía, aunque se centró más en la enseñanza. Fue profesor asociado de derecho mercantil en la Universidad Complutense de Madrid. En 1960 fue nombrado profesor de derecho mercantil en la Universidad de Sevilla; uno de sus alumnos fue Felipe González. Fue decano de la facultad de Derecho entre 1968 y 1971 y de la de económicas de 1971 a 1975.
En 1960, obtuvo por oposición la Cátedra de Derecho Mercantil en la Universidad de Sevilla, cátedra que desempeñó hasta su jubilación en 1999, sin más interrupciones que las impuestas por sus cargos públicos. Desde su jubilación, fue profesor Emérito de Derecho Mercantil de la misma universidad.
Fue Subsecretario de Educación y Ciencia del primer gobierno de la  Transición, consejero del Banco de España y miembro de la junta de RTVE. Comisario General de la Exposición Universal de Sevilla (Expo '92) de 1984 a 1991, Olivencia afirmó que un problema importante al organizar el evento fue la falta de tiempo para los preparativos.
Recibió el Premio Creu de Sant Jordi por su trabajo en la Expo '92 y se unió a la Real Academia de Jurisprudencia y Legislación en 2005.  Juan Ignacio Zoido  otorgó a Olivencia el Premio Plaza de España «por una vida dedicada al servicio público» en diciembre de 2017.
En 1998, presidió la comisión que redactó el código de gobierno corporativo de adaptación voluntaria por las empresas cotizadas, conocido como Código Olivencia, siendo el primero de estas características en España. Olivencia desempeñó el cargo de director de Bolsas y Mercados Españoles desde el 5 de junio de 2006 hasta su muerte, y también el de director independiente principal. Así mismo, fue miembro de distintos organismos nacionales e internacionales relacionados con su actividad como jurista de reconocido prestigio.
En 2006 intervino en la fundación del bufete de abogados Cuatrecasas-Olivencia-Ballester, del que fue director con despachos en Sevilla y Madrid.
Olivencia fue honrado en 2012 con el título de Hijo adoptivo de Sevilla por sus contribuciones a la Expo '92, junto a Emilio Cassinello, ya que fueron los principales responsables culturales de la muestra de Sevilla.
Entre sus muchas distinciones, figuran las de Académico numerario de la Real Academia de Jurisprudencia y Legislación de Madrid, del Instituto de España, y de las Reales Academias Sevillanas de Buenas Letras y de Legislación y Jurisprudencia, electo de erudición de la de Medicina.
Miembro fundador del Instituto de Estudios Ceutíes, Olivencia publicó a lo largo de su carrera más de 200 títulos de las diversas especialidades de derecho mercantil, la mayoría recopilados en estudios jurídicos, cinco volúmenes publicados para la Fundación El Monte en Sevilla.
Fue maestro de una generación de profesores de Derecho mercantil a la que se conoce como “la escuela de Sevilla”, de la que forman parte once Catedráticos de diversas universidades españolas, entre ellos la ceutí María José Morillas Jarillo, Catedrática de la de Granada.

### Muerte
Olivencia murió el 1 de enero de 2018 a los 88 años en Sevilla por cáncer de páncreas. Tuvo cuatro hijos, uno de los cuales falleció antes que él en 2014. Su hija Macarena Olivencia se casó con el político sevillano Javier Arenas en 1991.

## Premios y distinciones
- Licenciado en Derecho por la Universidad de Sevilla, en la que obtuvo en 1951 el Premio Extraordinario de fin de carrera.[8]
- En concurso nacional de méritos, obtuvo beca del Colegio Mayor de San Clemente de los Españoles de Bolonia, en cuya Universidad se doctoró en Jurisprudencia, “cum laude”, en 1953.[8]
- Gran Cruz de la Orden de Alfonso X el Sabio (1977)[4]
- Gran Cruz de la Orden del Mérito Militar (1990)[22]
- Creu de Sant Jordi de la Generalidad de Cataluña (1990)[4]
- Gran Cruz de la Orden de San Raimundo de Peñafort (2002)[4]
- Gran Cruz de la Orden de Isabel la Católica (2002)[23]
- Gran Insignia de Honor en Oro con placa al Mérito por la República de Austria[24]
- Medalla de Honor del Congreso de la República de Perú[24]
- Medalla de Oro de la Ciudad de Ceuta[2]
- Medalla de Oro del Consejo Superior de Cámaras de Comercio[8]
- Hijo Predilecto de Ronda[4] y Caballero de la Real Maestranza de Caballería de Ronda[8]
- Hijo Adoptivo de Sevilla[12]
- En el año 2009, recibió de manos del rey Juan Carlos I en Premio FIES de Periodismo, concedido por la Fundación Institucional Española a un artículo que, bajo el título “Se oye la Marcha Real”, fue publicado en el diario ABC.[25][26]
- Premio Pelayo 2014 a Juristas de Prestigio[11]
- Premio Manuel Clavero 2017 (creado por la Fundación Persán y Diario de Sevilla)[27]
- Medalla de Honor del Colegio de Abogados de Sevilla (2017)[28]
- Premio “Plaza de España” (2017)[29]
- Medalla de Honor del Colegio de Abogados de Sevilla (2017)[30]
- Embajador Extraordinario de España[31]